# Lamellidea monodonta
Lamellidea monodonta foi uma espécie de gastrópodes da família Achatinellidae. Foi endémica da Japão.